# 평양 샐리
평양 샐리는 6.25 전쟁 당시 조선민주주의인민공화국 라디오 방송국에서 미군에게 선전 방송을 했던 영어 구사 여성이었다. 이는 공중에서 뿌려진 전단지를 포함한 다른 형태의 선전과 함께 사용되었다.

## 같이 보기
- 하노이 한나
- 로드 호호
- 조선민주주의인민공화국의 선전
- 서울시티 수
- 도쿄 로즈